# Debra Fischer
Debra Anna Fischer (1953) è un'astronoma statunitense, professoressa di astronomia della Università di Yale e ricercatrice nell'ambito della scoperta e caratterizzazione degli esopianeti.
Era uno dei componenti del team che per primo ha scoperto un sistema planetario multiplo extrasolare.

## Istruzione
Debra Fischer si è laureata nel 1975 all'Università dell'Iowa, ha ottenuto un master in scienze alla San Francisco State University nel 1992 e un dottorato di ricerca all'Università della California, Santa Cruz nel 1998.

## Ricerca e carriera
Debra Fischer è coautrice di oltre 100 articoli sulle stella nane e su oggetti di massa substellare nelle vicinanze galattiche, inclusi molti esopianeti. È statPrincipal Investigator del Consorzio N2K, Individuazione di pianeti gioviani caldi). È anche membro della squadra di ricerca pianeti diretta da Geoffrey Marcy per la ricerca di esopianeti. 
È stata Principal Investigator per:
- Chiron, il progetto di ricerca di pianeti con caratteristiche simili a quelle della Terra attorno alle stelle Alfa Centauri A e B tramite lo Spettrometro ad Alta Risoluzione dell'osservatorio di Cerro Tololo in Cile.
- il programma Lick Planet Search.
- nell'ambito delle ricerche dell'osservatorio Keck, del progetto M-to-K[7] (per l'individuazione di pianeti orbitanti attorno a nane rosse), del Consorzio N2K[4], per l'individuazione di pianeti gioviani caldi), e nell'individuazione di pianeti nettuniani a corto periodo di rivoluzione.

Nel 2011 ha sviluppato il Fiber-optic Improved Next-generation Doppler Search for Exo-Earths, (FIND Exo-Earths), uno spettrografo usato per verificare i candidati esopianeti trovati dal telescopio spaziale Kepler e per selezionare tra questi esopianeti quelli con caratteristiche simili a quelle della Terra.

## Riconoscimenti
Nel 2002 il California Planet Search Team di cui fa parte riceve il Carl Sagan Memorial Award.